# 张卬
張卬（?—?），中国新朝末年綠林軍武将，更始帝劉玄的重臣。

## 生平
| 姓名         | 張卬                                              |
| 時代         | 新代                                              |
| 生没年       | 〔不詳〕                                          |
| 字・別号     | 〔不詳〕                                          |
| 出身地       | 〔不詳〕                                          |
| 職官         | 〔緑林軍部将〕→〔下江軍部将〕 →衛尉大将軍〔更始〕 |
| 爵位・号等   | 淮陽王〔更始〕                                    |
| 陣营・所属等 | 王匡→王常→更始帝→劉盆子                           |
| 家族・一族   | 〔不詳〕                                          |

地皇三年（22年），因疫病原因緑林軍分散，張卬和王常、成丹一起到南郡編县藍口聚，号「下江軍」，推戴王常为下江軍頭領。
同年，下江军屯驻南阳郡平氏县宜秋聚，舂陵军劉縯（劉秀之兄）请求与他们合兵。成丹、张卬考虑刘縯的家世，合军后自己落得下风，对于合兵之事消极。但是刘縯说服王常合军，成丹、张卬二人等其他下江军部将只好承认。地皇四年（23年）正月，舂陵军、下江军联合军，在泚水击破新朝前队大夫（新制南阳太守）甄阜、屬正（新制都尉）梁丘賜。
绿林军再次合军，联军诸将讨论拥立天子，南阳士大夫（舂陵诸将）和王常主张拥立刘縯，张卬和其他诸将主张拥立平林军出身刘玄。结果，刘縯为了避免分裂，把帝位让给刘玄，議論最後，張卬拔剑斬地，放言：「疑事无功，今日之议，不得有二」。更始元年（23年）二月，劉玄即位为更始帝，張卬被任命为衛尉大将軍。
新朝滅亡，更始帝在更始二年（24年）二月遷都長安，封張卬为淮陽王。当时，張卬横暴，和王匡都有恶名。更始三年（25年），張卬和王匡、成丹率軍十余万守備河東郡，迎击劉秀部将邓禹。結果以大敗而終，張卬放棄河東逃回長安。
赤眉軍西進，更始政权局势恶劣，張卬对諸将说「赤眉近在鄭、華陰間，旦暮且至。今獨有長安，見滅不久，不如勒兵掠城中以自富，轉攻所在，東歸南陽，收宛王等兵。事若不集，復入湖池中為盜耳」，得到多数将领同意。張卬和王匡、廖湛、胡殷、申屠建进言更始帝，想要逃回南阳，更始帝不同意。张卬、申屠建、廖湛、胡殷、隗嚣等人心怀不满，想要劫持更始帝，更始帝事前察知，传五人入宫，想要一起诛杀。张卬四人得知情况有变而逃走，只有申屠建进入宫廷内，被更始帝诛杀。
张卬和廖湛、胡殷发动兵变攻打更始帝，更始帝投奔驻屯京兆尹新丰的右大司马赵萌（刘玄赵夫人的父亲）。張卬和逃出新丰的王匡联合据守长安軍。更始帝、趙萌、丞相李松反击长安，张卬等敗出长安。張卬和王匡、廖湛、胡殷投降赤眉军，引导他们攻打长安。同年九月，長安陷落，更始政权滅亡。赤眉暴虐，百姓有怀念更始帝之人，張卬害怕更始帝被人救出，向他復仇，唆使赤眉軍将领谢禄絞殺更始帝。
之后，張卬之名不在史書出現。

## 注
1. ↑  張卬在《後漢書》劉玄传作新市軍，王常传作下江軍，王常传描写詳細，此按後者。